# Abbaye du Mont-Saint-Éloi
L’abbaye du Mont-Saint-Éloi, est une abbaye fondée par saint Vindicien, détruite à la suite de sa vente comme bien national en 1793. Elle abritait une communauté de chanoines réguliers de la règle de saint Augustin exerçant une importante activité littéraire. Les tours encore présentes sur le site étaient la façade de l'église de l'abbaye reconstruite au XVIIIe siècle puis démolie au début du XIXe siècle et lors de la Première Guerre mondiale.
Elle se trouve aujourd'hui dans la commune de Mont-Saint-Éloi, dans le département du Pas-de-Calais.

## Localisation
L'abbaye est située sur le territoire de la commune actuelle de Mont-Saint-Éloi, à l'ouest d'Arras par la route départementale 341, sur un point haut qui domine la campagne environnante et offre un point de vue en direction d'Arras.

## Histoire

### Origine de l'abbaye
L'histoire de l'abbaye du Mont-Saint-Éloi nous est contée, pour partie, dans la chronique rédigée en 1786 par Dom Wartel, chanoine de l'abbaye. Certains éléments nous parviennent aussi à travers la biographie de saint Éloi rédigée par saint Ouen.
La création de l'abbaye reste un sujet de légendes. Selon l'une d'elles, saint Éloi, évêque de Noyon et de Tournai, venait sur cette colline pour se retirer et prier au VIIe siècle. Il fonda un oratoire où se rendirent par la suite de nombreux ermites (anachorètes). L'évêque de Cambrai et d'Arras, saint Vindicien, disciple de saint Éloi, demanda à être inhumé sur ce lieu.
On considère aujourd'hui que le fondateur de l'abbaye est saint Vindicien. Entre 880 et 881, les établissements religieux de la région souffrirent énormément du raid normand qui eut lieu à cette époque et dévasta Arras et Thérouanne. C'est à l'origine pour protéger les reliques de saint Vindicien qu'une église fut créée en 930 apr. J.-C. à l'endroit où, selon l'histoire locale, saint Éloi serait venu prier trois siècles auparavant.
Une autre légende rapporte qu'en 929, le tombeau de saint Vincidien fut retrouvé par un écolier (peut-être dans le bois d'Écoivres). Ayant commis quelque irrévérence, l'enfant perdit la vue, qui lui fut rendue après s'être recommandé au protecteur du lieu. L'évêque Fulbert fit alors ériger sur le mont une basilique dédiée aux apôtres Pierre et Paul, et abritant les reliques de saint Vindicien.

### Une abbaye de chanoines réguliers
Les troupes de Richard II, duc de Normandie, traversaient l'Atrébatie pour rejoindre celles du roi de France, Robert le Pieux en 1004. Des déserteurs envisagèrent de se rendre à la basilique pour en piller les richesses. Les moines les repoussèrent dans un premier temps, mais l'affaire se termina par un bain de sang. Richard émit un décret imposant la restitution des biens à la communauté. En 1068, dans le cadre de la réforme de l'Église initiée par le pape Grégoire VII au XIe siècle, la communauté religieuse devint une abbaye de chanoines réguliers. Liébert, évêque de Cambrai et d'Arras, plaça les chanoines sous la direction d'un abbé et les astreignit à suivre la règle de saint Augustin. Elle devint avec le temps une très importante abbaye augustine. Pendant toute la période médiévale, l'abbaye n’était formée que de simples constructions médiévales et de l'église.
Du XIe au XVIIIe siècle, quarante-six abbés se succédèrent à la tête de cette puissante abbaye qui devint un lieu de pouvoir dont le rayonnement s’étendait à l'ensemble de l'Artois. En 1140, l'abbé Hugues éleva les murs de l'enclos de l'abbaye. Entre 1208 et 1221, l'église fut rebâtie selon un style gothique par l'abbé Désiré auquel succéda en 1219 l'abbé Richard. Elle dura 529 ans. En 1477, Louis XI y installa son armée lors du siège d'Arras. En 1654, Le Grand Condé y installa son quartier général dont il fut délogé par Turenne.
Au XIIe siècle, un chanoine régulier de l'abbaye, Arnoul, composa en vers hexamètres une explication du canon de la messe dans laquelle il visait à recueillir et résumer les écrits des Pères de l'Église ainsi qu'un commentaire de l'oraison dominicale. Il ne reste de son œuvre que la courte préface adressée à Fremold, évêque d'Arras de 1174 à 1183. Cette préface a été publiée par Dom Martène (Edmond Martène) dans Thes. anecd., tome 1. Arnoul est également connu pour un poème écrit en 1194 par Lambert de Saint-Waast où celui-ci évoque le nom d'Arnoul alors vieillard.

### Reconstruction de l'abbaye auXVIIIesiècle
En 1750, l'abbé Roussel fit démolir l'église abbatiale. Entre 1733 et 1765, un ensemble d'architecture de style classique vint remplacer les constructions médiévales : c'est de cette période que datent les deux tours dont les restes surplombent encore aujourd'hui le village. On découvrit à cette occasion que, par endroits, le bâtiment précédent n'avait pas trois pieds de fondation. Trente-six ans plus tard, le chanoine de l'abbaye dom Wartel rédigea les chroniques de l'abbaye.

### Disparition de l'abbaye
En 1789, la Révolution française imposa la fermeture de toutes les abbayes. Le dernier abbé du Mont-Saint-Éloi fut guillotiné deux ans plus tard. Déclaré bien national, conformément à la loi, les bâtiments de l'église furent vendus, démantelés et transformés en carrière de pierre, en 1793.

### Protection des vestiges

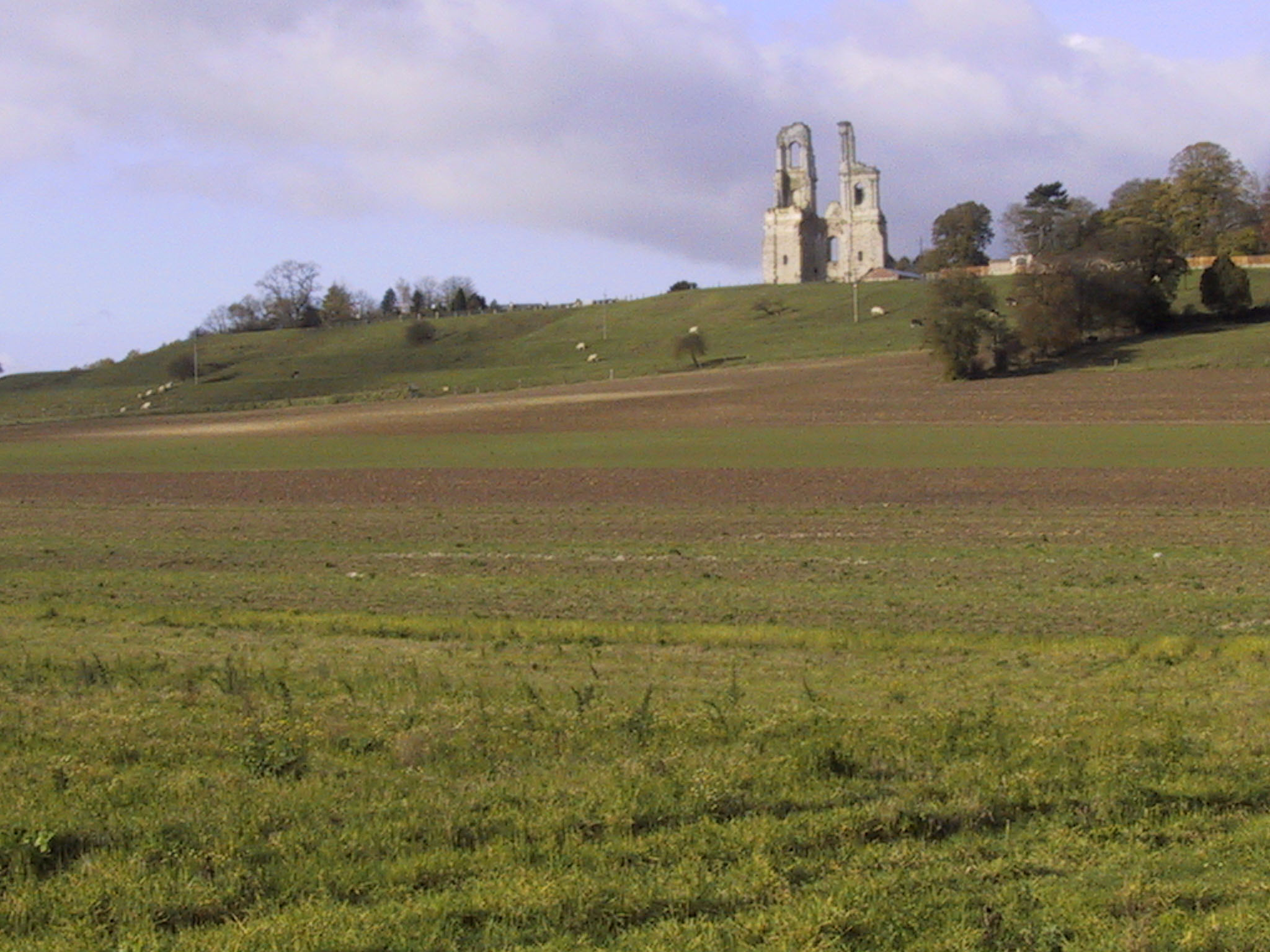
Les ruines de l'abbaye du Mont-Saint-Éloi.

En 1836, afin d'éviter la destruction des derniers vestiges de l'abbaye, l'État et le département rachetèrent les deux tours de la façade occidentale. Pendant la Première Guerre mondiale, des tirs d'artilleries prirent pour cible les tours, utilisées comme poste d'observation. Ces tirs détruisirent en 1915 le dernier étage. Les cinq étages d'origine avaient une hauteur de 53 mètres, la hauteur actuelle n'est que de 44 mètres. L'abbaye fut classée au titre des monuments historiques en 1921.
En 2008, les tours ont été cédées intégralement au département du Pas-de-Calais qui en est ainsi devenu le seul propriétaire. Une campagne de restauration ainsi que des travaux d'archéologie y ont été menés entre 2008 et 2013 puis entre 2010 et 2015.

## Les vestiges de l'abbaye

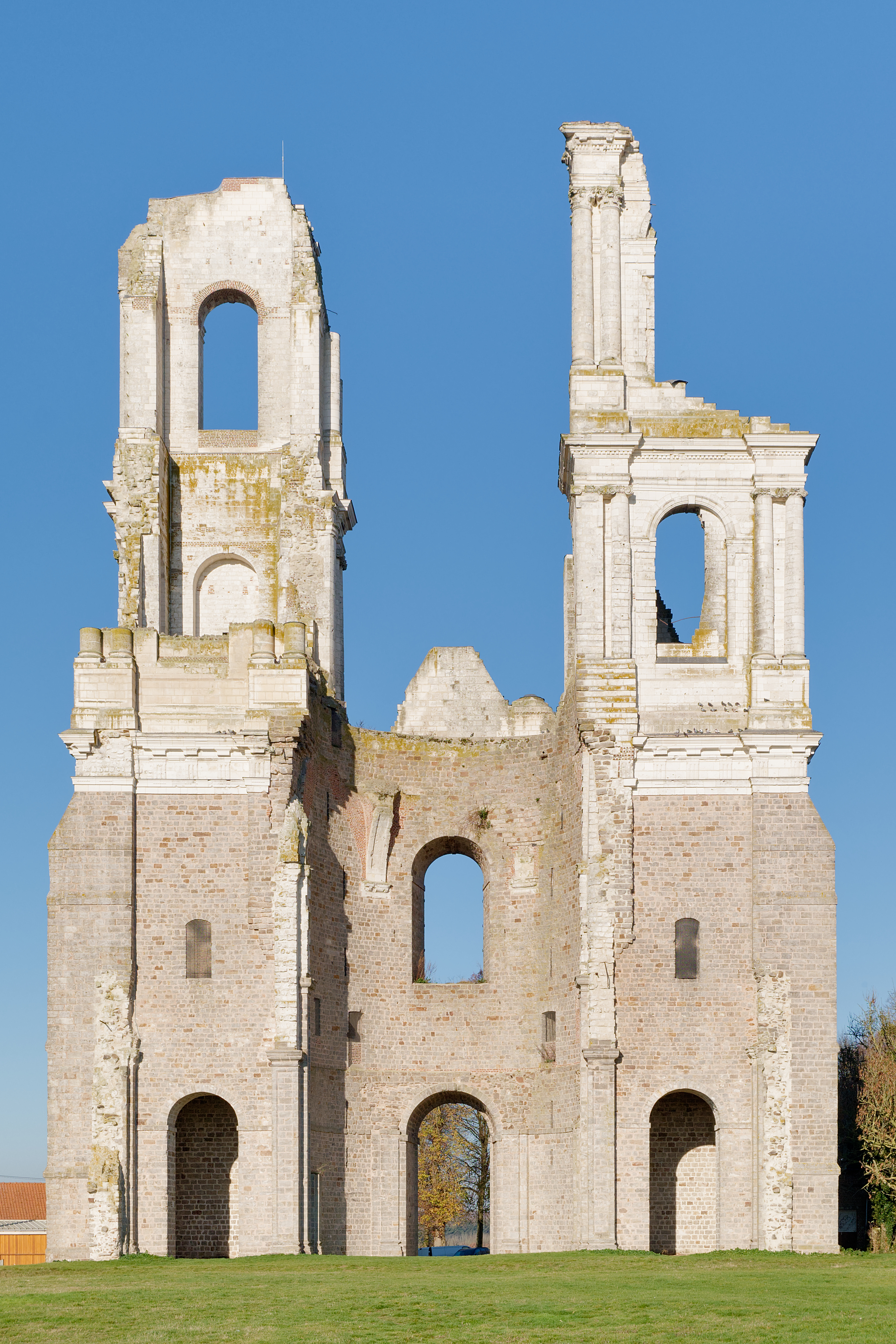
Vue intérieure de la façade.

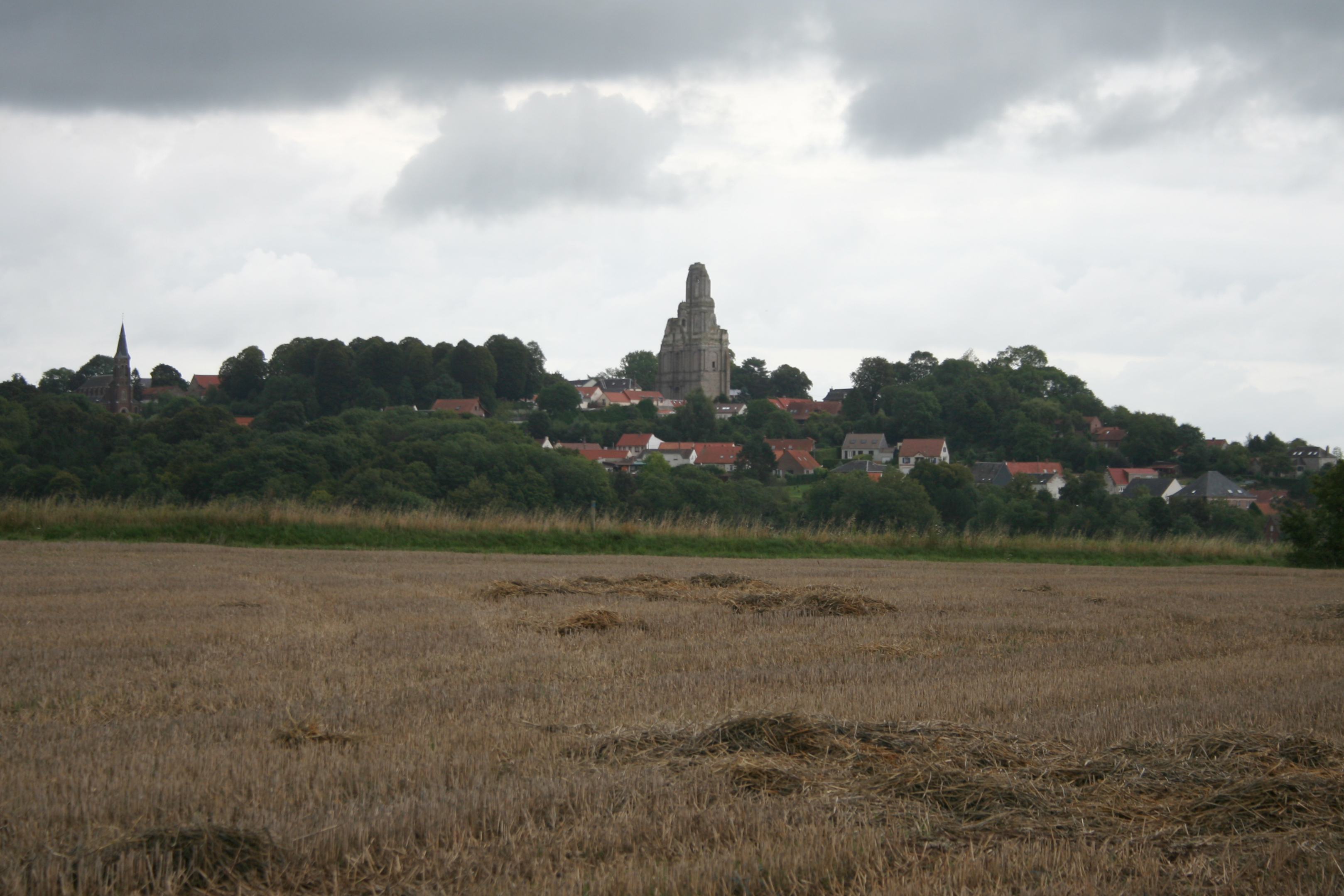
Les vestiges de l'abbaye surplombant le village, vus depuis les Pierres Levées d'Acq.

De l'abbaye elle-même, il ne reste aujourd'hui que les deux tours de la façade ouest.
Si les deux premiers étages sont construits en grès, les deux suivants sont en « pierre blanche », c'est-à-dire en craie, abondante dans la région.
La corniche séparant les deux tours a été restaurée en 1990.
D'autres traces de l'abbaye subsistent aujourd'hui :
- l'abreuvoir en grès devant les tours ;
- une partie du porche d'entrée de l'abbaye (sur la place) ;
- le mur d'enceinte (visible en empruntant la route qui fait le tour de l'abbaye) ;
- quelques bâtiments de la ferme de l'abbaye ;
- les prairies en terrasses modelées par les chanoines de l'abbaye au XVIIIe siècle.

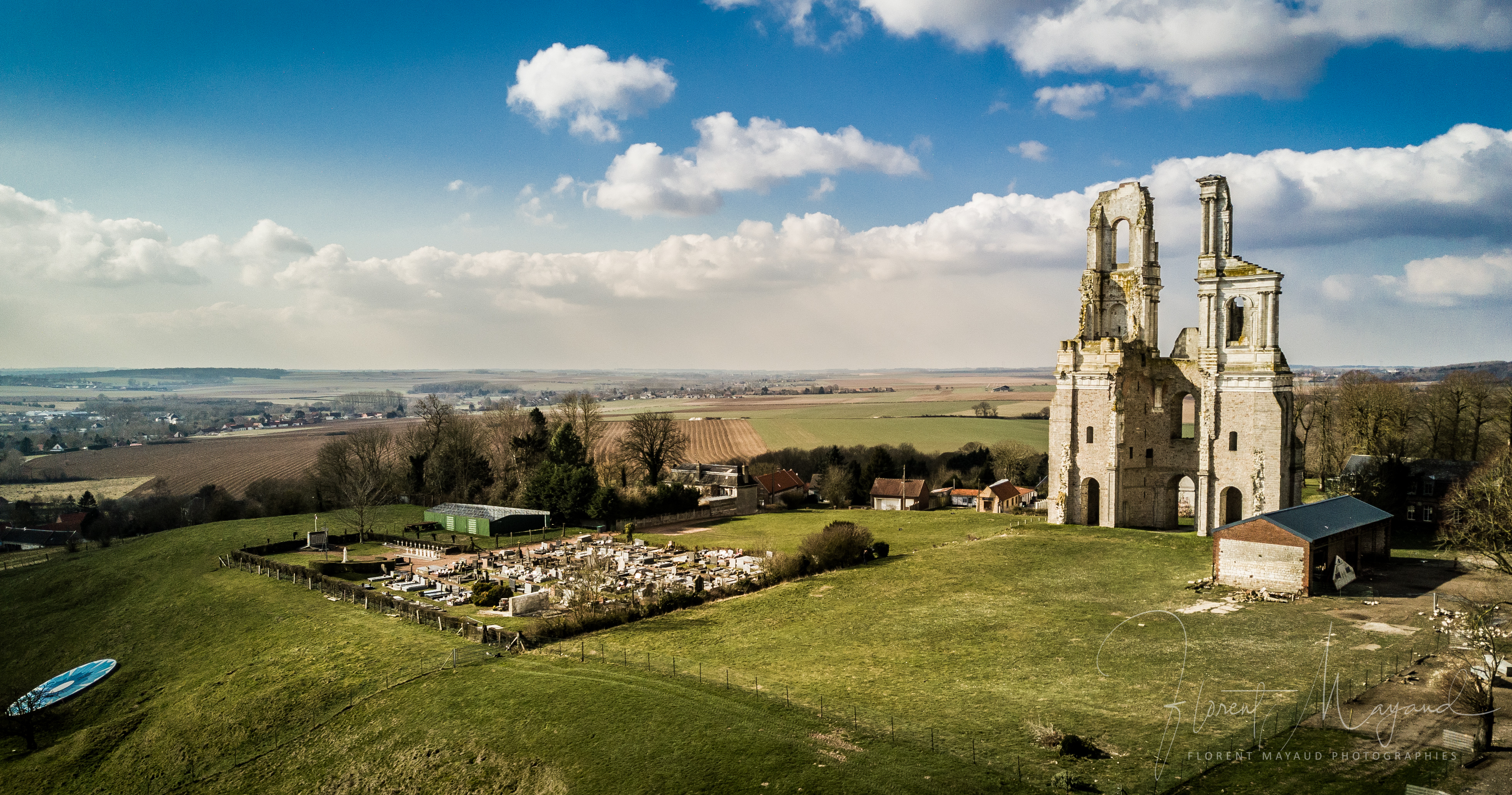
Vue d'ensemble.

Vues de l'abbaye à diverses époques
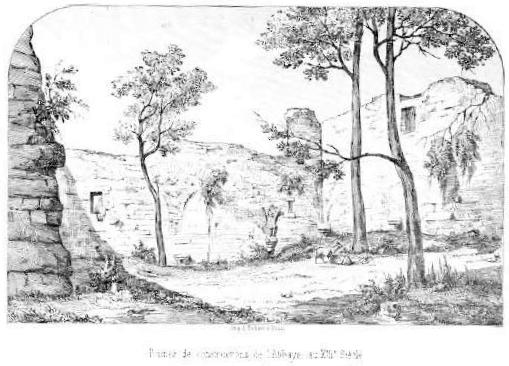
Vue de l'abbaye au XIIIe siècle.
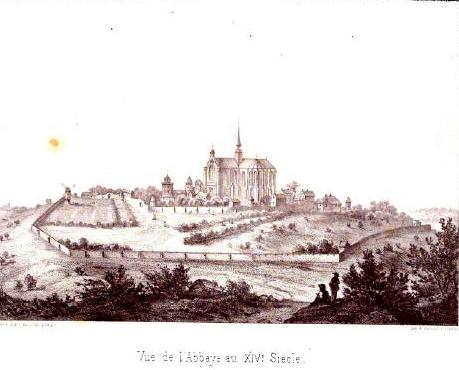
Vue d'ensemble au XIVe siècle.
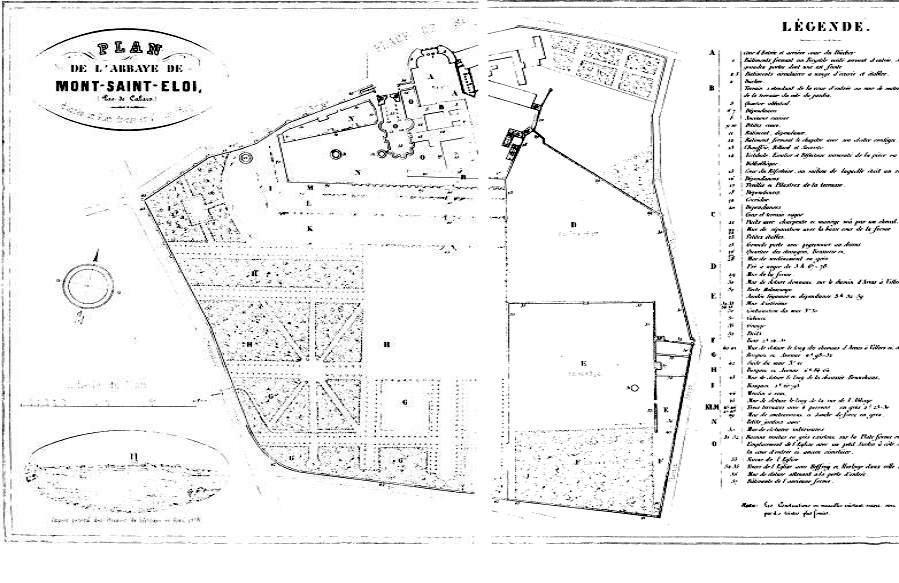
Plan de l'abbaye.
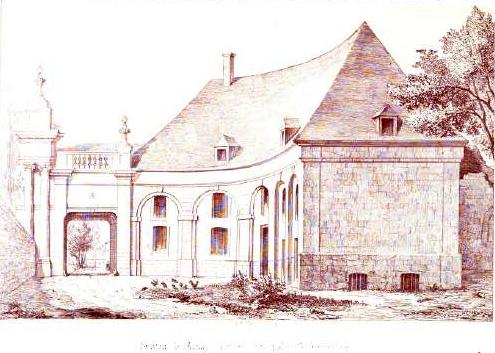
Entrée principale.
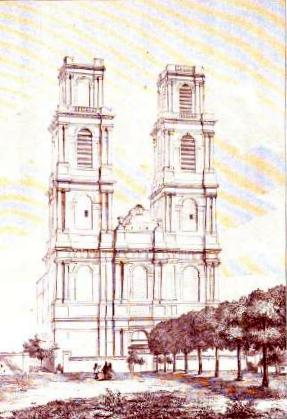
Tours de l'église.
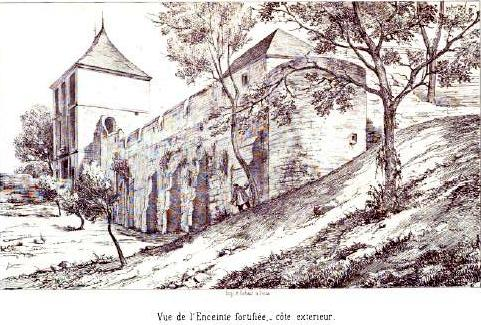
Enceinte fortifiée.
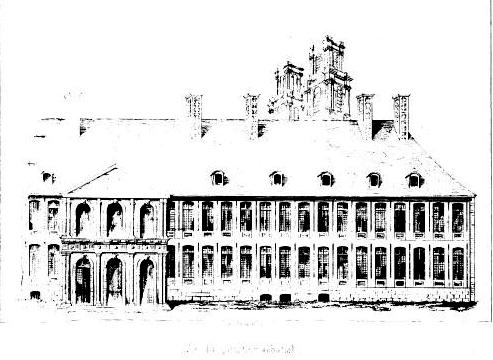
Le quartier abbatial.
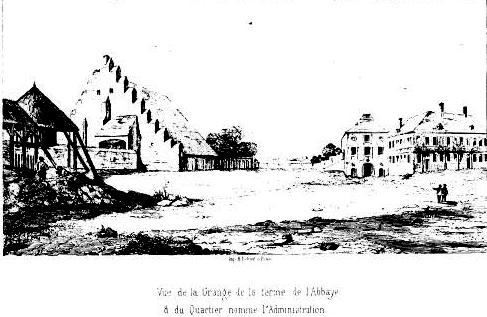
Grange et quartier d'administration de l'abbaye.
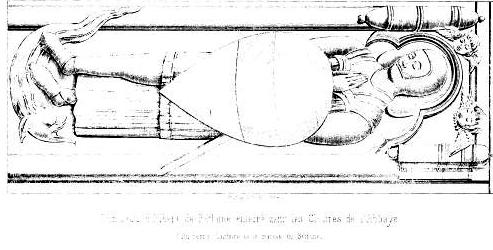
Gisant d'Albert de Béthune.
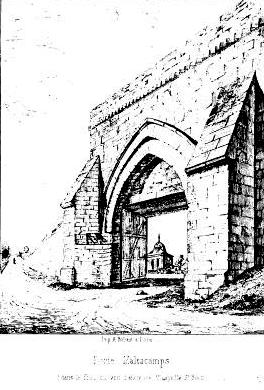
La ferme Malacamps.

## Liste des abbés
- 1068-1108 : Jean Ier[4]
- 1108-1129 : Richard Ier
- 1129-1151 : Hugues
- 1151-1153 : (vacance)
- 1153-1164 : Raoul
- 1164-1165 : Wicard
- 1165-1165 : Wirenfrid
- 1165-1181 : Eustache
- 1181-1193 : Jean II
- 1193-1195 : Grégoire
- 1195-1197 : Reinauld
- 1197-1208 : Asson de Coupigny
- 1208-1219 : Didier
- 1219-1238 : Richard II
- 1238-1248 : Simon de Neufville
- 1248-1275 : Jean III de Barastre
- 1275-1291 : Étienne du Fermont
- 1291-1309 : Servais de Guez
- 1309-1334 : Bernard du Pont
- 1334-1350 : Nicolas Ier de Duisans
- 1350-1363 : Michel Ier Coulon
- 1363-1364 : Jacques de Sailly
- 1364-1388 : Nicolas II de Noyelette
- 1388-1424 : Michel II d’Alennes
- 1424-1452 : Jean IV Bullot
- 1452-1486 : Jean V Pingrelem
- 1486-1520 : Antoine de Coupigny
- 1520-1542 : Jean VI de Feucy
- 1542-1543 : David Hay
- 1543-1571 : Guillaume Ruelle
- 1571-1574 : Jean VII Malpeau
- 1574-1587 : Georges Bellot
- 1587-1591 : Louis Ripper
- 1591-1624 : Adrien Duquesnoy
- 1624-1625 : André Ier Le Vaillant
- 1625-1639 : François Doresmieux
- 1639-1651 : Jérôme de Warlincourt
- 1651-1660 : Pierre Ier Busquet
- 1660-1685 : Pierre II Leroy
- 1685-1714 : cardinal César d'Estrées
- 1714-1728 : Kilien de La Coeuillerie
- 1728-1732 : Dominique Toursel
- 1732-1753 : Vindicien Roussel
- 1753-1776 : Martin Lefebvre
- 1776-1786 : Alexandre Doresmieux
- 1786-1788 : André II Beugin
- 1788-1792 : Jacques Laignel

## Prieurés - refuge
- Prieuré de Flers-en-Escrebieux.
- Le prieuré d'Aubigny-en-Artois dépendait de l'abbaye du Mont-Saint-Éloi de 1137 à 1745[5].
- Le prieuré de Rebreuve-sur-Canche dépendait de l'abbaye du Mont-Saint-Éloi de 1527 à 1788[5].
- Un refuge à Arras.

### Sources et bibliographie
: document utilisé comme source pour la rédaction de cet article.
- Adolphe de Cardevacque, L'Abbaye du Mont-Saint-Eloi (1068-1792), Alphonse Brissy, 1859, 244 p. (lire en ligne).
- Laurence Baudoux-Rousseau, Hugues Dewerdt et Matthieu Fontaine, « Le décor peint du refuge de l'abbaye augustine du Mont-Saint-Éloi à Arras (fin XVe -début XVIe siècle) », sur journals.openedition.org, In situ Revues du patrimoine, 2013 (consulté le 14 juin 2021).